# Prêmio Rio de Literatura
O Prêmio Rio de Literatura é um prêmio de literatura brasileiro. Foi desenvolvido através de uma parceria entre a Fundação Cesgranrio (por meio de seu Centro Cultural) e a Secretaria de Estado de Cultura do Rio de Janeiro, com a intenção de reconhecer a qualidade da produção literária nacional. Em sua primeira edição, em 2015, recebeu mais de 600 inscrições.

## Categorias para autores experientes e novos autores fluminenses
O prêmio é dividido em duas modalidades distintas: Obras Publicadas e Novo Autor Fluminense. A primeira, voltada para escritores experientes, é subdividida entre Poesia (a partir da 3ª edição - 2017), Prosa de Ficção e Ensaio. A segunda modalidade, exclusiva para descobrir os novos talentos do estado do Rio de Janeiro, abrange novos nomes da literatura que tenham nascido ou residam no estado do Rio de Janeiro.

## Premiação de mais de 300 mil reais
Após a avaliação detalhada da curadoria do projeto, os autores dos melhores livros das categorias Poesia, Prosa de Ficção e Ensaio recebem o prêmio de R$ 100 mil, cada um.
Na modalidade voltada para os novos autores fluminenses, a melhor obra recebe R$ 10 mil.

## Curadores
- Arnaldo Niskier
- Beatriz Resende
- Carlos Alberto Serpa de Oliveira
- Ítalo Moriconi
- Marcos Vilaça

## Vencedores

### 2019[1]
- Ficção: O Sol na Cabeça, de Geovani Martins;
- Ensaio: Explosão feminista, de Heloísa Buarque de Hollanda;
- Poesia: As Asas do Albatroz, de Marco Catalão;
- Novo Autor Fluminense: Rafael Amorim, por Como Tratar Paisagens Feridas

### 2017
- Ficção: Machado, de Silviano Santiago
- Ensaio: Quadros Geográficos, de Paulo Cesar da Costa Gomes
- Poesia: O Martelo, de Adelaide Ivánova
- Novo Autor Fluminense: Guido Arosa, por O Complexo Melancólico

Menção honrosa: Annalu Braga, por Olhos de Vidro

### 2016
- Ficção: Armando Freitas Filho, por ROL

Menção honrosa: Julián Fuks, por A Resistência
- Ensaio: Raquel Rolnik, por Guerra dos lugares
- Novo Autor Fluminense: Tiago Franco, por Tão fútil e de tão mínima importância[3]

### 2015
- Ficção: Beatriz Bracher, por Anatomia do Paraíso
- Ensaio: Antonio Arnoni Prado, por Dois Letrados e o Brasil Nação - A Obra Crítica de Oliveira Lima e Sérgio Buarque de Holanda
- Novo Autor Fluminense: Izabela Guerra Leal, por A Intrusa

Menção honrosa: André Viquetti, por Alvorada Necropolitana